# Église Notre-Dame-du-Saint-Rosaire de Bakhmout
L’église Notre-Dame-du-Saint-Rosaire est un édifice religieux catholique situé à Bakhmout.

## Histoire
L’édifice est construit entre 1902 et 1903. Elle est officiellement passée à l’Église catholique en avril 2005. Lors de la bataille de Bakhmout, dans le cadre de l’invasion de l'Ukraine par la Russie de 2022, la toiture, le clocher et des vitraux sont fortement endommagés.